# Haptosquilla moosai
Haptosquilla moosai is een bidsprinkhaankreeftensoort uit de familie van de Protosquillidae. De wetenschappelijke naam van de soort is voor het eerst geldig gepubliceerd in 1998 door Erdman & Manning.